# دم‌جنبانک کیپ
دم‌جنبانک کیپ (نام علمی: Motacilla capensis) نام یک گونه از سرده دم‌جنبانک است.